# Esteban Martins de Leomil
Esteban Martins de Leomil, o bien en portugués Estevão Martins de Leomil (1250) fue un noble portugués, V señor de Couto de Leomil. Este señorío cubría un área de poca extensión, y fue por este motivo que los señores de Couto fueron llamados Coutinhos (que en portugués significa "pequeño Couto"), apelativo que, con el transcurso de los años, terminó transformándose en el apellido de la familia.
Estevão era hijo de Martim Vicente (1210) y nieto de Vicente Viegas (1170), señor de Couto de Leomil y su esposa Sancha.
Estaba casado con Urraca Rodrigues, hija de Rui Mendes da Fonseca y Teresa Anes de Leomil.
Estevão Martins de Leomil es un descendiente directo de García Moniz, o Gasco.
Su hijo Fernando Martins da Fonseca Coutinho lo sucedió como VI señor de Couto de Leomil.